# Latinská literatura
Jako latinskou literaturu označujeme literaturu, která vznikla ponejvíce na území římské říše a která je psána latinsky. Jednotlivé periody latinské literatury se tradičně označují jako zlatý věk (zhruba od počátku 1. století př. n. l. do poloviny 1. století n. l.) a stříbrný věk, který zahrnuje zbytek klasického období. Po konci 2. století n. l. následuje období úpadku, ve kterém vzniká pozdněantická literatura, které končí vznikem moderních románských jazyků.

## Archaické období

### Poezie
- Lucius Accius
- Quintus Ennius
- Lucius Livius Andronicus
- Gnaeus Naevius
- Marcus Pacuvius
- Titus Maccius Plautus
- Publius Terentius Afer

### Próza
- Marcus Porcius Cato starší

## Zlatý věk

### Poezie
- Titus Lucretius Carus, De rerum natura
- Gaius Valerius Catullus
- Publius Vergilius Maro, Aeneis
- Quintus Horatius Flaccus
- Publius Ovidius Naso
- Albius Tibullus
- Sextus Aurelius Propertius

### Próza
- Gaius Iulius Caesar, Commentarii de bello Gallico
- Marcus Tullius Cicero

### Historiografie
- Cornelius Nepos
- Gaius Sallustius Crispus
- Titus Livius

## Stříbrný věk

### Poezie
- Marcus Manilius
- Marcus Annaeus Lucanus
- Publius Papinius Statius

### Próza
- Petronius, Satirikon
- Gaius Plinius Secundus, Naturalis historia
- Marcus Fabius Quintilianus
- Gaius Plinius Caecilius Secundus
- Aulus Gellius
- Lucius Apuleius

### Drama
- Lucius Annaeus Seneca

### Satira
- Decimus Iunius Iuvenalis
- Marcus Valerius Martialis

### Historiografie
- Tacitus
- Suetonius

## Pozdněantická literatura
- Ammianus Marcellinus
- Aurelius Augustinus
- Decimus Magnus Ausonius
- Anicius Manlius Torquatus Severinus Boëthius
- Claudius Claudianus
- Flavius Cresconius Corippus
- Ambrosius Theodosius Macrobius
- Martianus Capella
- Paulín z Noly
- Sidonius Apollinaris
- Sulpicius Severus
- Aurelius Prudentius Clemens
- Eusebius Sophronius Hieronymus, Vulgata

## Středověká literatura
- Pierre Abélard
- Egeria (jeptiška)
- Albertus Magnus
- Tomáš Akvinský, Summa Theologiae
- Beda Venerabilis
- Bernard z Clairvaux
- Carmina Burana
- Carmina Cantabrigiensia
- svatý Gilda
- Vagantská poezie
- Řehoř z Tours
- Isidor ze Sevilly, Etymologiae
- Alcuin
- Rabanus Maurus
- Petr z Blois
- Tomáš z Celana, Dies Irae
- Venantius Fortunatus
- Roswitha z Gandersheimu
- Hildegarda z Bingenu
- Dante Alighieri
- Francesco Petrarca